# پیپل
پیپل (به انگلیسی: People) هفته‌نامه آمریکایی است که به مسائلی در مورد افراد مشهور و داستان‌های پرمخاطب می‌پردازد. این نشریه توسط شرکت تایم عرضه می‌شود. از تاریخ ۲۰۰۶ شمارگان این مجله ۳٫۷۵ میلیون نسخه بوده و درآمد پیش‌بینی شده آن نیز ۱٫۵ میلیارد دلار برآورده شده‌است. در اکتبر ۲۰۰۵ مجله ادورتایزینگ ایج (به انگلیسی: Advertising age)، به خاطر مقاله‌های کامل، آگهی‌های نمونه و شمارگان زیاد، عنوان «مجله سال» را به هفته‌نامه پیپل اختصاص داد.
پیپل بیشتر به خاطر نسخه ویژه سالانهٔ «زیباترین و سکسی‌ترین فرد جهان» ("World's Most Beautiful", "Sexiest Man Alive") شهرت دارد.